# Severin Schwendener
Severin Schwendener (* 1983 in Lengwil, Kanton Thurgau) ist ein Schweizer Autor und Biologe.

## Leben
Severin Schwendener wuchs im thurgauischen Dorf Lengwil am Bodensee auf. Er besuchte die Kantonsschule in Kreuzlingen. Nach der Matura studierte er Biologie an der ETH Zürich, wo er 2005 sein Studium mit dem Diplom abschloss. Von 2005 bis 2011 war er in verschiedenen Forschungslaboren der ETH Zürich und der Universität Zürich tätig. Seit 2015 arbeitet er hauptberuflich beim Kanton Zürich im Bereich Biosicherheit. Schwendener lebt in Müllheim im Kanton Thurgau.

## Werk
Schwendener schrieb in der sechsten Klasse gemeinsam mit zwei Freunden ein Theaterstück für die Schlussfeier der Schule. Seit dem Ende des Gymnasiums widmet er sich in seiner Freizeit dem Schreiben von Kurzgeschichten und Kriminalromanen für Jugendliche und Erwachsene. Im Verlag edition 8 erschienen die Kriminalromane «Falsche Freunde» (2006), «Schein & Heilig» (2010) und «Schach & Matt» (2013). Im Verlag Beltz & Gelberg erschienen bisher die Jugend-Krimis «Stilles Gift» (2009) und «Leise Angst» (2014). Im St. Galler Tagblatt veröffentlichte er Kriminalgeschichten für die Kurzkrimi-Reihe «Schuss & Folgerung».

## Auszeichnungen
2011 gewann er mit einem Text über die Alzheimer-Krankheit den dritten Platz beim Studentenpreis der Schweizer SonntagsZeitung. Für den Roman «Schach & Matt» wurde er mit dem 6. Zürcher Krimipreis 2013 ausgezeichnet. 2021 erhielt er für den Roman «Pandemic» den vom Krimi Schweiz - Verein für schweizerische Kriminalliteratur erstmals vergebenen Schweizer Krimipreis.

## Veröffentlichungen (Auswahl)

### Erwachsenenliteratur
- Falsche Freunde. Kriminalroman. edition 8 2006. ISBN 978-3-85990-112-4.
- Schein & Heilig. Kriminalroman. edition 8 2010. ISBN 978-3-85990-160-5.
- Schach & Matt. Kriminalroman. edition 8 2010. ISBN 978-3-85990-182-7.
- Schatten & Spiel. Kriminalroman, edition 8 2018. ISBN 978-3-85990-335-7.
- Pandemic. Kriminalroman. edition 8, 2020. ISBN 978-3-85990-400-2.
- Schemen & Haft. Kriminalroman. edition 8, 2024. ISBN 978-3-85990-521-4.

### Jugendbücher
- Stilles Gift. Roman. Beltz & Gelberg 2009. ISBN 978-3-407-74118-9.
- Leise Angst. Roman. Beltz & Gelberg 2014. ISBN 978-3-407-74465-4.
- Biohacker. da bux 2018. ISBN 978-3-906876-10-8.
- Patient 0. da bux 2021, ISBN 978-3-906876-25-2.
- Der Fake-Code. da bux 2024, ISBN 978-3-906876-36-8.